# Gemelo desaparecido

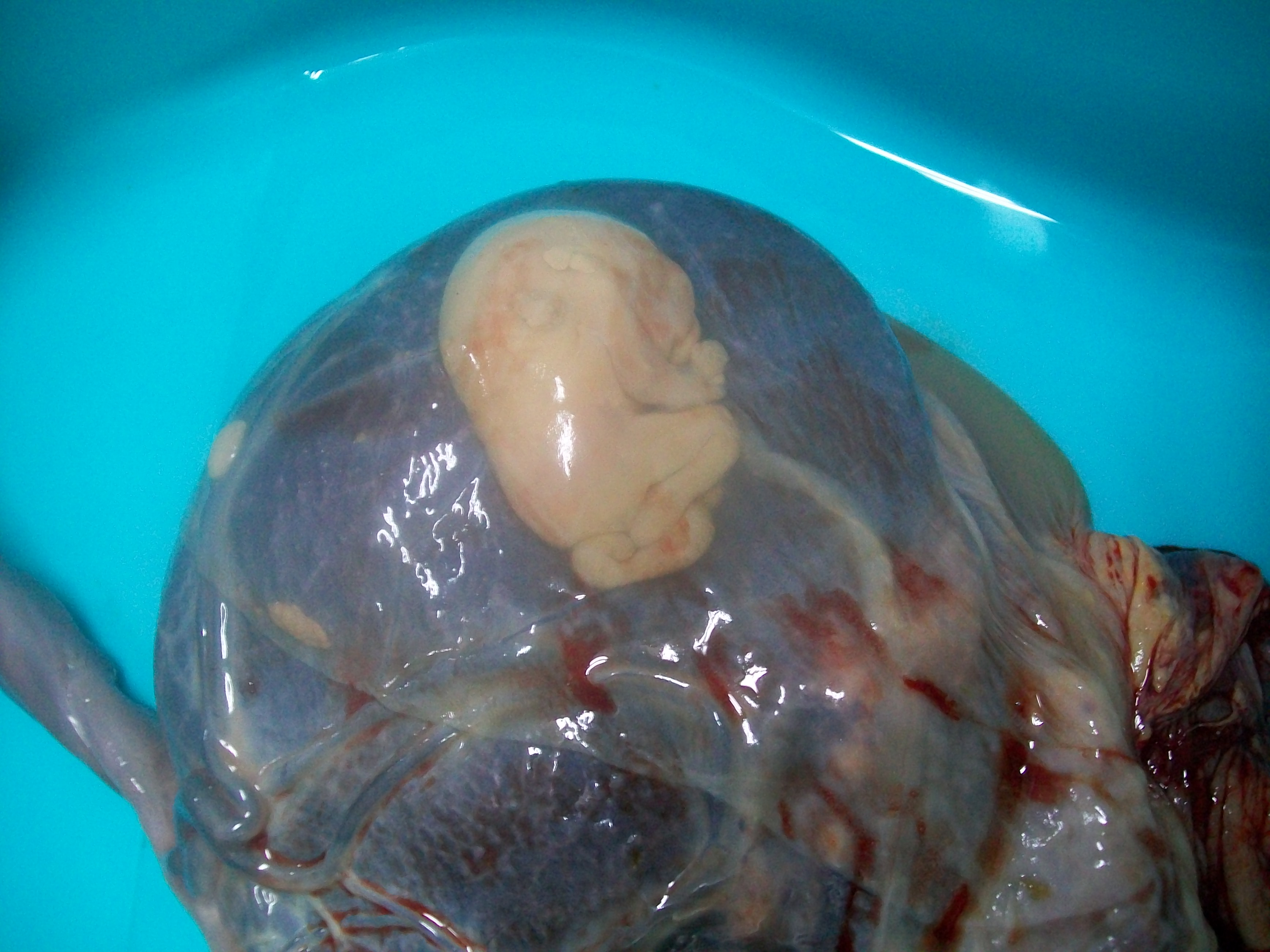
Feto papiráceo de 30 semanas de gestación.

El síndrome del gemelo evanescente o síndrome del gemelo desaparecido, o simplemente gemelo desaparecido o reabsorción fetal,  es la pérdida en el útero de uno o más de los fetos en un embarazo múltiple, que son total o parcialmente reabsorbidos por el otro.
A partir del uso de la ultrasonografía en las primeras semanas del embarazo, aumentó la incidencia de este síndrome al poder observarse las fases tempranas de desarrollo. Según Charles Boklage, profesor en el Departamento de Pediatría de la Escuela de Medicina Brody y profesor adjunto de biología en la Universidad del Este de Carolina, la desaparición de gemelos se produce en hasta uno de cada ocho embarazos múltiples y puede incluso no ser advertido en la mayoría de los casos.
El gemelo desaparecido puede morir debido a una placenta mal implantada, una anomalía del desarrollo que puede causar que los órganos principales estén totalmente ausentes, o puede ser una anormalidad en un cromosoma incompatible con la vida. Con frecuencia, se trata de un óvulo rechazado, que nunca se desarrolló más allá de las primeras etapas de la embriogénesis.
En ocasiones, en lugar de ser completamente reabsorbido, el feto muerto queda comprimido por el crecimiento del otro gemelo, reducido a un estado aplanado, conocido como feto papiráceo. También puede darse el desarrollo de una anormalidad en la placenta como un quiste, fibrina subcoriónica o material amorfo. Si el trastorno ocurre en la segunda mitad del embarazo, el feto viable puede nacer con aplasia o parálisis y la madre puede verse afectada por un parto prematuro, una infección, hemorragia o una coagulopatía.

## Frecuencia
La frecuencia del síndrome del gemelo desaparecido está entre un 21 y 30% de embarazos multifetales. Ciertos estudios europeos con embarazos asociados a tecnología reproductiva han demostrado que un 10-15% de los nacimientos de un solo bebé fueron inicialmente embarazos multifetales.
Dada la hipótesis de que en algunos casos la desaparición de los gemelos no deja rastro detectable tras el nacimiento ni antes, es imposible saber con certeza la frecuencia del fenómeno. Se planteó la hipótesis incluso durante un largo tiempo de que las personas zurdas pueden ser los sobrevivientes de la "imagen especular" de gemelos idénticos.
La ocurrencia de este fenómeno, que se refiere a veces como síndrome de embolización  o vanishing twin síndrome (VTS), se estudia desde la década de 1980 cuando los embarazos gemelares se comenzaron a hacerse visibles mediante ultrasonidos.
Los gemelos se dan con frecuencia en los embarazos originados como resultado de la FIV. Se hacen ecografías desde la fase temprana de estos embarazos (de 5 a 8 semanas), de modo que, cuando se trata de concepción múltiple, es frecuente que pueda verse más de un saco amniótico al inicio, mientras que un par de semanas más tarde solamente se vea uno, y el otro haya "desaparecido".